# Солнечно-синхронная орбита
Со́лнечно-синхро́нная орби́та (иногда именуемая гелиосинхронной) — геоцентрическая орбита с такими параметрами, что объект, находящийся на ней, проходит над любой точкой земной поверхности приблизительно в одно и то же местное солнечное время. Таким образом, угол освещения земной поверхности будет приблизительно одинаковым на всех проходах спутника. Такие постоянные условия освещения очень хорошо подходят для спутников, получающих изображения земной поверхности (в том числе спутников дистанционного зондирования земли, метеоспутников). Однако присутствуют годовые колебания солнечного времени, вызванные эллиптичностью земной орбиты (см. Солнечные сутки).
Например, спутник LandSat-7, находящийся на солнечно-синхронной орбите, может пересекать экватор пятнадцать раз в сутки, каждый раз в 10:00 местного времени.
Для достижения подобных характеристик параметры орбиты выбираются таким образом, чтобы орбита прецессировала в восточном направлении на 360 градусов в год (приблизительно на 1 градус в день), компенсируя вращение Земли вокруг Солнца. Прецессия происходит за счёт взаимодействия спутника с Землёй, несферичной из-за полярного сжатия. Скорость прецессии зависит от наклонения орбиты. Нужной скорости прецессии можно достичь лишь для определённого диапазона высот орбит (как правило, выбираются значения 600—800 км, с периодами 96—100 мин), необходимое наклонение для упомянутого диапазона высот около 98°. Для орбит с бо́льшими высотами требуются весьма большие значения наклонения, из-за чего в зону посещений спутника перестают попадать полярные области.
Данный тип орбит может иметь различные вариации. Например, возможны солнечно-синхронные орбиты с большим эксцентриситетом. В этом случае солнечное время прохода будет зафиксировано только для одной точки орбиты (как правило, перигея).
Период обращения выбирается в соответствии с необходимым периодом повторных проходов над одной и той же точкой поверхности. Хотя спутник на круговой солнечно-синхронной орбите пересекает экватор в одно и то же местное время, это происходит в разных точках экватора (на разной долготе) из-за того, что Земля поворачивается на некоторый угол между проходами спутника. Предположим, период обращения составляет 96 мин. Это значение нацело делит солнечные сутки на пятнадцать. Таким образом, за сутки спутник пройдёт над пятнадцатью разными точками экватора на дневной стороне орбиты (и еще над пятнадцатью — на ночной), через сутки вернувшись к первой точке. Подбором более сложных (нецелых) отношений, число посещаемых точек может быть увеличено за счёт увеличения периода посещения одной и той же точки.
Специальным случаем солнечно-синхронной орбиты является орбита, на которой посещение экватора происходит в полдень/полночь, а также орбита, лежащая в плоскости терминатора (см. анимацию), то есть в полосе закатов и восходов. Последний вариант не имеет смысла для спутников, осуществляющих оптическую фотосъёмку, но хорош для радарных спутников и орбитальных телескопов, так как обеспечивает отсутствие участков орбиты, на которых спутник попадает в тень Земли. На такой орбите солнечные батареи спутника постоянно освещаются Солнцем.

## Некоторые спутники, использующие солнечно-синхронные орбиты
- GOCE
- Landsat
- БКА[2]
- Клаудсэт
- Метеор
- Монитор
- NOAA-16
- SOLAR-B
- Персона
- Ресурс-П
- Терра

## Технические подробности
Для солнечно-синхронной орбиты прецессия должна происходить в направлении, противоположном вращению Земли. Хорошее приближение даёт следующая формула:
{\displaystyle \omega _{p}=-{\frac {3a^{2}}{2r^{2}}}J_{2}\omega \cos i,}
где
{\displaystyle \omega _{p}} — угловая скорость прецессии (рад/с),
{\displaystyle a} — экваториальный радиус Земли (6 378 137 м),
{\displaystyle r} — радиус орбиты спутника,
{\displaystyle \omega } — угловая частота ({\displaystyle 2\pi } радиан, делённое на период),
{\displaystyle i} — наклонение орбиты,
{\displaystyle J_{2}} — второй динамический фактор формы Земли (1,08⋅10−3).
Последняя величина выражается через полярное сжатие следующим образом:
{\displaystyle J_{2}={\frac {2\varepsilon _{E}}{3}}-{\frac {a^{3}\omega _{E}^{2}}{3GM_{E}}},}
где
{\displaystyle \varepsilon _{E}} — полярное сжатие Земли,
{\displaystyle \omega _{E}} — угловая скорость вращения Земли (7,292115⋅10−5 рад/с),
{\displaystyle GM_{E}} — произведение универсальной гравитационной постоянной и массы Земли (3,986004418⋅1014 м3/с2).